# Sporidesmajora pennsylvaniensis
Sporidesmajora pennsylvaniensis är en svampart som beskrevs av Batzer & Crous 2010. Sporidesmajora pennsylvaniensis ingår i släktet Sporidesmajora, ordningen Capnodiales, klassen Dothideomycetes, divisionen sporsäcksvampar och riket svampar.   Inga underarter finns listade i Catalogue of Life.